# Hoddlesden
Hoddlesden – wieś w Anglii, w hrabstwie ceremonialnym Lancashire, w dystrykcie (unitary authority) Blackburn with Darwen. Leży 29 km na północny zachód od miasta Manchester i 289 km na północny zachód od Londynu.